# 힐베르트 다양체
기하학에서, 힐베르트 다양체(Hilbert多樣體, 영어: Hilbert manifold)는 국소적으로 힐베르트 공간과 동형인 위상 공간이다.

## 정의
힐베르트 다양체는 다음과 같은 데이터로 주어진다.
- 분해 가능 하우스도르프 공간 {\displaystyle X}
- 분해 가능 무한 차원 실수 힐베르트 공간 {\displaystyle {\mathcal {H}}}
- 열린 덮개 {\displaystyle (U_{i})_{i\in I}\subseteq \operatorname {Open} (X)}
- 각 {\displaystyle i\in I}에 대하여, 단사 연속 함수 {\displaystyle \phi _{i}\colon U_{i}\to {\mathcal {H}}}. 또한, 이는 {\displaystyle U_{i}}와 {\displaystyle \phi _{i}(U_{i})} 사이의 위상 동형을 정의한다.

이는 다음 조건을 만족시켜야 한다.
- 임의의 {\displaystyle i,j\in I}에 대하여, 만약 {\displaystyle U_{i}\cap U_{j}\neq \varnothing }이라면, {\displaystyle \phi _{j}\circ \phi _{i}^{-1}\colon \phi _{i}^{-1}(U_{i}\cap U_{j})\to {\mathcal {H}}}는 매끄러운 함수이다.

여기서, 함수 {\displaystyle f\colon U\to {\mathcal {H}}}, {\displaystyle U\subseteq {\mathcal {H}}}가 ‘매끄러운 함수’라는 것은 임의의 {\displaystyle k\in \mathbb {Z} ^{+}}에 대하여
{\displaystyle f(x+\Delta x)=f(x)+D_{1}(\Delta x)+D_{2}(\Delta x,\Delta x)+\dotsb +D_{k}(\Delta x,\dotsc ,\Delta x)+o(\|\Delta x\|^{k})}
가 되는 유계 작용소들
{\displaystyle D_{i}\colon {\mathcal {H}}^{\oplus i}\to {\mathcal {H}}\qquad (1\leq i\leq k)}
이 존재함을 뜻한다.

## 분류
모든 위상 힐베르트 공간 위에는 유일한 매끄러움 구조가 존재한다. 즉, 주어진 위상 공간 위의 매끄러운 힐베르트 공간 구조는 만약 존재한다면 유일하다.
두 힐베르트 다양체 {\displaystyle X}, {\displaystyle Y}에 대하여, 다음 세 조건이 서로 동치이다.
- 서로 호모토피 동치이다.
- 위상 동형이다.
- 미분 동형이다.

또한, 두 힐베르트 다양체 사이의 임의의 위상 동형은 (위상 동형을 통하여) 미분 동형과 아이소토픽하다. 서로 호모토픽한 두 위상 동형은 아이소토픽하다.
임의의 힐베르트 다양체 {\displaystyle X}는 {\displaystyle {\mathcal {H}}}의 열린집합과 미분 동형이다.

## 예
분해 가능 무한 차원 힐베르트 공간의 임의의 열린집합 {\displaystyle U}는 힐베르트 다양체이다.

### 사상 공간
다음이 주어졌다고 하자.
- (유한 차원) 콤팩트 리만 다양체 {\displaystyle M}
- (유한 차원) 매끄러운 다양체 {\displaystyle N}

이제, 소볼레프 공간 {\displaystyle \operatorname {W} ^{n,2}(M,N)}을 생각하자. 즉, 그 원소의 {\displaystyle n}차 미분의 L2 노름이 유한하다고 하자. 만약
{\displaystyle 2n>\dim M}
이라면, 이는 (매끄러운) 힐베르트 다양체를 이룬다.:781
특히, 이 경우 만약 매끄러운 함수 {\displaystyle f\in {\mathcal {C}}^{\infty }(M,N)}에 대하여 {\displaystyle f}의 접공간은 표준적으로 힐베르트 공간인 소볼레프 공간
{\displaystyle \operatorname {W} ^{n,2}(f^{*}\mathrm {T} N)}
이다.
예를 들어, {\displaystyle M=\mathbb {S} ^{1}}이 원이라고 하자. 그렇다면, 힐베르트 다양체를 이루는 고리 공간
{\displaystyle \operatorname {W} ^{1,2}(\mathbb {S} ^{1},N)}
을 생각할 수 있다. 이 경우, 소볼레프 조건은 고리 {\displaystyle \gamma \colon \mathbb {S} ^{1}\to N}의 에너지
{\displaystyle {\frac {1}{2}}\oint {\dot {\gamma }}^{2}\,\mathrm {d} t}
가 유한함을 뜻한다.

## 참고 문헌
1. 1 2  Eells, James, Jr. (1966). “A setting for global analysis”. 《Bulletin of the American Mathematical Society》 (영어) 72 (5): 751–807. doi:10.1090/S0002-9904-1966-11558-6. MR 203742. Zbl 0191.44101.

- Biliotti, Leonardo; Mercuri, Francesco (2017). 〈Riemannian Hilbert manifolds〉. 《Hermitian–Grassmannian Submanifolds》. Springer Proceedings in Mathematics and Statistics (영어) 203. Springer-Verlag. arXiv:1610.01527. doi:10.1007/978-981-10-5556-0_22.